# Karwacz (województwo lubelskie)
Karwacz – wieś w Polsce położona w województwie lubelskim, w powiecie łukowskim, w gminie Łuków.
W latach 1975–1998 miejscowość administracyjnie należała do województwa siedleckiego. 
Wieś stanowi sołectwo w gminie Łuków. 
Wierni Kościoła rzymskokatolickiego należą do parafii Najświętszej Maryi Panny Matki Kościoła w Łukowie.